# Ginger Banks
Ginger Banks (Sedona, Arizona, 30 de mayo de 1990) es una actriz pornográfica, camgirl y activista de los derechos de las trabajadoras sexuales estadounidense.

## Biografía y carrera
Nació en Sedona, ciudad ubicada al norte del estado de Arizona, en mayo de 1990. Acudió a la Universidad Estatal de Arizona, donde comenzó estudios de Ingeniería química. Fue en su etapa universitaria, con 19 años, en 2010, cuando comenzó a trabajar como camgirl. No obstante, esa decisión sorprendió a su padre. Avergonzada por revelar su carrera y mentir sobre su trabajo, contribuyó a que Banks empezara a tener episodios depresivos, que más tarde la llevarían a hablar sobre el tratamiento perjudicial y discriminatorio al que se enfrentan muchas trabajadoras sexuales de la industria.
Si bien inició su carrera realizando diversos cortos y clips para la productora web Manyvids y para Girlsway, su primera oportunidad como actriz le llegó de la mano del estudio Evil Angel, con quien rodaría su primera escena profesional en 2018. En el rodaje de Cam Girls: The Movie, su compañera de escenas Jenny Blighe, quien como Banks había empezado como camgirl, denunció que fue maltratada por el actor porno y compañero suyo de escena en la película Manuel Ferrara.
Banks no se dio cuenta de que Blighe se sentía incómoda hasta que terminó el rodaje, cuando Banks tomó fotografías de las heridas de Blighe y hablaron sobre lo sucedido. Ambos alegaron que John Stagliano, el dueño de Evil Angel, los había palpado sin su consentimiento mientras dirigían otra escena. El estudio emitió una declaración a la revista AVN en la que se alegaba que "todos los involucrados en el proyecto se llevaron a cabo correctamente y cumplieron con nuestros altos estándares". El mismo medio notó que Banks en su cuenta de Twitter parecía contradecir la afirmación de Blighe. Banks fue acosada en línea y renunció a su cargo como presidenta del Comité de Defensa de los Actores del Cine de Adultos en respuesta a las acusaciones.
En los Premios XBIZ de 2019, por su trabajo en Cam Girls: The Movie, ganó el premio a la Mejor escena de sexo en película gonzo junto al actor Mick Blue. En dicha edición recibió otras cuatro nominaciones, entre ellas la de Estrella Crossover del año.
Ha rodado más de 60 películas como actriz.

## Parcela activista
En junio de 2017, Banks publicó un video en YouTube en el que recopilaba denuncias de agresión sexual contra el actor Ron Jeremy por parte de miembros de la industria pornográfica. Si bien las acusaciones contra Jeremy se remontaban a décadas, no fue hasta que dicho vídeo se publicó, y siguiendo la estela de las acusaciones sexuales contra Harvey Weinstein, proyectadas en el movimiento Me Too, cuando comenzaron a salir varias actrices pornográficas normalizando y denunciando el acoso de Jeremy durante los rodajes. El actor se defendió argumentando que el vídeo de Banks contenía alegaciones distorsionadas con los testimonios de las actrices. No obstante, el vídeo, que ya había sido difundido, llevó a que los programas en los que colaboraba Jeremy rechazaran su continuación como colaborador.
En 2018, Banks realizó otro vídeo con la esperanza de apelar al político demócrata Bernie Sanders después de que el gobierno estadounidense firmase la Ley de Lucha contra la Trata Sexual en Línea (conocido con el acrónimo SESTA-FOSTA). En su vídeo difundía el peligro y el vacío legal que dejaba a Internet, a los sitios especializados de contenido para adultos y también a los trabajadores de la industria sexual, por lo que se pedía que se reconsideraran los principios y luchar por sus derechos.

## Premios y nominaciones
| Año  | Ceremonia    | Resultado | Premio                                 | Trabajo              |
| ---- | ------------ | --------- | -------------------------------------- | -------------------- |
| 2017 | Premios AVN  | Nominada  | Premio fan: Mejor camgirl              | —                    |
| 2019 | Premios XBIZ | Nominada  | Estrella Crossover del año             | —                    |
| 2019 | Premios XBIZ | Nominada  | Mejor escena de sexo en clip web       | Hot Morning Sex      |
| 2019 | Premios XBIZ | Nominada  | Mejor escena de sexo en clip web       | Naughty Nightlife    |
| 2019 | Premios XBIZ | Ganadora  | Mejor escena de sexo en película gonzo | Cam Girls: The Movie |
| 2019 | Premios XBIZ | Nominada  | Web de estrella del año                | —                    |